# Храм Нефритового Будды
Храм Нефритового Будды — буддийский храм в Шанхае. Как многие современные китайские храмы, сегодня храм сочетает две буддийские школы буддизма Махаяны: Чистой Земли и чань.
Он был основан в 1882 году, в нём были помещены две нефритовые статуи Будды, привезённые в Шанхай по морю из Бирмы. Это были статуи сидящего Будды (1,95 метра, 3 тонны), и меньшая статуя лежащего Будды.

## История
Во время правления императора Гуаньсюя в династии Цин (1875—1908) путошаньский настоятель Хуэй Гэнь отправился в паломничество в Тибет через священные горы Утайшань и Эмэйшань. После Тибета он прибыл в Бирму.
Здесь китайский эмигрант Чэнь Цзюньпу подарил ему пять нефритовых статуй Будды, и две из них Хуэйгэнь привёз в Шанхай, где на пожертвования воздвиг для них храм, вскоре после чего скончался. Во время восстания 1911 года храм был экспроприирован, и статуи были перемещены. В 1918—1928 годах для статуй был построен новый храм под руководством настоятеля Кэ Чэня.
В 1966 году, во время Культурной Революции, монахи храма зарабатывали на жизнь мелкой мануфактурой. В 1983 году в храме разместился Шанхайский институт буддизма.